# 핀란드 철도박물관

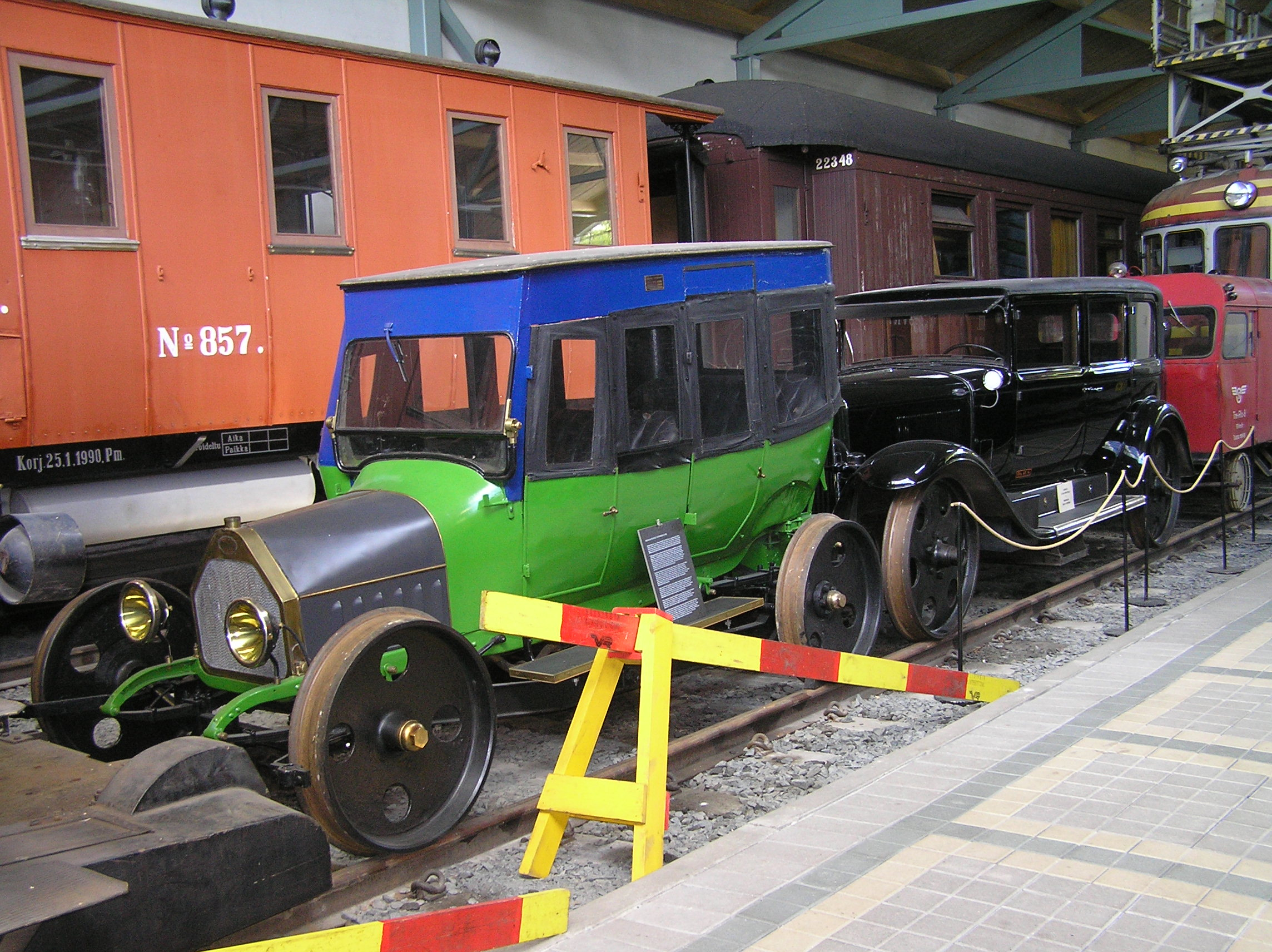
핀란드 철도박물관

핀란드 철도박물관(핀란드어: Suomen Rautatiemuseo)은 핀란드 휘빙캐에 위치한 철도 박물관이다. 1898년 헬싱키에서 최초로 개업하였고, 1973년-1974년에 현재의 위치로 이전하였다. 과거 항코-휘빙캐 선의 휘빙캐 역과 근처의 차량 기지 부지를 활용하였으며 1870년대에 건설된 건물 및 원형 차고, 현대에 건설된 차량 기지가 있다. 부지 규모는 약 5,000제곱미터이다.
보존 중인 열차 중에는 세계에서 유일하게 보존 중인 러시아 차르 및 핀란드 대통령 전용 열차가 있다. 총 10량의 증기 기관차가 전시되어 있으며, 이 중에는 핀란드에서 가장 오래된 영국의 바이어 피콕 앤 컴퍼니(Beyer Peacock & Co.)에서 1868년에 생산한 차량, 네일슨 앤 컴퍼니(Neilson and Company)에서 1869년에 생산한 차량 등이 있다. 박물관 내부를 순환하는 184mm 궤간 모형 철도가 있으며, 여름 및 행사가 있을 때 1:8 모형 열차를 사용하여 운행한다.
박물관 소장품 중에는 기관사 제모를 포함한 2만여 종의 철도용품, 20만여 종의 사진이 있다. 약 16,000권의 소장 도서가 있다.

## 보존된 열차

### 기관차 및 동력차
| 사진 | 계열          | 번호 | 차륜 배치 | 종류                    | 제작사                         | 제작 번호 | 제작 시기 | 별명, 특이 사항                                       |
| ---- | ------------- | ---- | --------- | ----------------------- | ------------------------------ | --------- | --------- | ----------------------------------------------------- |
|      | A5            | 58   | 4-4-0     | 여객용 증기 기관차      | 핀란드 국유 철도 헬싱키 공작창 | 2         | 1875      | "Lankkihattu"                                         |
|      | B1            | 9    | 0-4-2ST   | 입환용 증기 기관차      | 바이어 피콕 앤 컴퍼니          | 846       | 1868      | 핀란드에 있는 가장 오래된 기관차, "Ram"               |
|      | C1            | 21   | 0-6-0     | 화물용 증기 기관차      | 네일슨 앤 컴퍼니               | 1427      | 1869      | 핀란드에 있는 두 번째로 오래된 기관차, "Bristollari"  |
|      | C5            | 110  | 0-6-0     | 화물용 증기 기관차      | 하노마그(Hanomag)              | 1477      | 1882      | "Bliksti"                                             |
|      | Sk1           | 124  | 2-6-0     | 다목적 증기 기관차      | 스위스 기관차 공장(SLM)        | 405       | 1885      | "Little Brown"                                        |
|      | F1            | 132  | 0-4-4RT   | 여객용 증기 기관차      | 스위스 기관차 공장             | 434       | 1886      | "Felix"                                               |
|      | Vk3           | 489  | 2-6-4     | 지역 여객용 증기 기관차 | 탐펠라(Tampella)               |           | 1909      | "Iita"                                                |
|      | Hv1           | 555  | 4-6-0     | 여객용 증기 기관차      | 탐펠라                         | 264       | 1915      | "Heikki", Hv1 555 의 별명은 "Princess"이다.           |
|      | Pr1           | 776  | 2-8-2T    | 지역 여객용 증기 기관차 | 탐펠라                         |           | 1926      | "Paikku"                                              |
|      | Sk3           | 49   | 2-6-0     | 다목적 증기 기관차      | 탐펠라                         | 400       | 1903      | "Grandmother"                                         |
|      | Tr1           | 1033 | 2-8-2     | 화물용 증기 기관차      | 탐펠라                         | 503       | 1941      | "Risto"                                               |
|      | Tr1           | 1096 | 2-8-2     | 화물용 증기 기관차      | 탐펠라                         | 972       | 1957      | "Risto", 1096호 보존됨                                |
|      | Tr2           | 1319 | 2-10-0    | 중량 화물용 증기 기관차 | ALCO                           | 75214     | 1947      | 별명 "Truman". 러시아의 기관차와 비슷함.              |
|      | Vk4           | 68   | 0-4-0T    | 경량 증기 기관차        | 보르치히 기관차 공장           |           | 1910      | "Leena", 핀란드에 있는 운행 가능한 가장 오래된 기관차 |
|      | Vr1           | 669  | 0-6-0T    | 입환용 증기 기관차      | 하노마그                       | 10264     | 1923      | "Hen"                                                 |
|      | Vr3           | 755  | 0-10-0T   | 증기 기관차             | 탐펠라                         |           | 1926      | "Rooster" / 'Cockerel", 보존됨                        |
|      | Rro           | 2    | 0-4-0T    | 협궤 증기 기관차        | 탐펠라                         | 230       | 1914      |                                                       |
|      | Tve2 (Otso 2) | 8    |           | 소형 입환 기관차        | Saalasti Oy                    |           | 1962-1964 |                                                       |
|      | Dr12          |      | C'C'      | 디젤 전기식 기관차      | 발멧 / Terex                   |           |           | 1976년까지는 Hr12로 분류됨, "Huru"                    |
|      | Dr13          | 2349 | C'C'      | 디젤 전기식 기관차      | 알스톰, 로코모(Lokomo), 발멧   |           |           | “Alsti”, “Alstikka”, “Alspommi”, “Myymäläauto”        |
|      | Hr11          | 1950 | B'B'      | 디젤 기관차             | 발멧                           |           | 1955      | 보존됨                                                |
|      | Vk11          | 101  | B         | 석유 파라핀 기관차      | Ab Slipmaterial, Västervik     |           | 1930      |                                                       |
|      | Dm7           | 4020 | (1A)(A1)  | 디젤 동차               | 발멧                           | 68        |           |                                                       |
|      | Ds1           | 1    | 1A A1     | 디젤 동차               | VR 파실라 공작창               | 3         | 1928      |                                                       |

### 객차
- 대통령 객차, 정부 요인용 열차 A 30
- 1등 및 2등 객차 C #80
- 2등 객차 D #242
- 3등 객차 E #857
- 무개화차 G #4033
- 무개화차 Gd #38'965
- 유개화차 Ge #3845
- 우편차 P #9950
- 차장차 Fo #22637
- 차장차 F #3277
- 죄수 호송차 Not
- 디스코테크 객차 Eikd #22348
- 박스카 Gg #33140
- 통나무 화차 XL

### 기타
- 동력차 Tre-Rto 9
- 궤도 트랙터 Trr #378, Kisko-Kalle
- 피아트, 캐딜락 궤도 차량
- 전차선 검측차 Ttv #15
- 러시아 황제 차량 편성